# بادییو
بادییو (به اسپانیایی: Vadillo) یک دهستان در اسپانیا است که در سریا واقع شده‌است.

## خصوصیات
بادییو ۱۴ کیلومترمربع مساحت و ۱۳۷ نفر جمعیت دارد.